# 저항력 저하숙주
저항력 저하숙주(抵抗力低下宿主, compromised host) 또는 타협숙주(妥協宿主)는 면역력의 저하로 인해 평소에는 위험이 없는 미생물 등에 의해 쉽게 감염을 일으켜 장기 기능장애 및 증상이 발생하기 쉬운 상태의 사람을 가리킨다.
상재균(常在菌)이라고 불리는 일부 세균은 사람의 신체 표면과 체내에서 생식하더라도 평상시에는 공생하며 영향을 미치지 않는다. 그러나 저항력 저하숙주의 경우 이러한 균 등이 장벽을 돌파하고 장기에 영향을 주며 증식한다.
면역력 저하가 심각한 경우, 무균상태에 조치될 필요가 있다. 그러나 그럼에도 기회감염으로 대표되는 질병을 포함하여 완전하게 감염을 방지할 수 있는 것은 아니다. 물론 이러한 환자에 대해서는 일반적으로 면회금지 조치를 취한다. 또한 저항력 저하숙주는 난치성 감염증을 앓기 쉬운 것 외에도 원내감염에 취약하고, 관련 문제도 번번이 발생한다.

## 원인
- 노화
- 영양실조
- 선천성 면역결핍증후군
- 후천성 면역결핍증후군
- 스테로이드 및 기타 면역억제제
- 항암제
- 백혈병 및 기타 혈액질환
- 각종 고형 악성종양 자체의 영향
- 방사선 피폭

## 대표적 감염증(기회감염)
- 뉴머시스티스성 폐렴
- 칸디다증
- 아스페르길루스증
- 크립토콕쿠스증

기타 진균 감염증
- 녹농균 감염
- 세라티아 감염

기타 세균 감염증
- 거대세포바이러스 망막염
- JC바이러스 뇌염

기타 바이러스 감염증

## 같이 보기
- 인간면역결핍 바이러스
- 기회감염